# 東山車站 (北海道)
東山車站 （日语：／ Higashiyama eki */?）曾經是一由北海道旅客鐵道（JR北海道）所經營的鐵路車站，位於日本北海道茅部郡森町，是JR北海道函館本線沿線的一個已廢無人小站，位於大沼與森之間的函館本線主線上。東山車站屬於JR北海道函館支社的管理範圍，並由森車站代管。
由於近年使用人數持續低迷，JR北海道內部調查亦發現本站每日平均使用人次少於1人，因此決定於2017年3月4日起廢站。

## 簡介
東山車站在1943年初設時原本只是個號誌站（東山信号場），1949年時成為臨時上下車站（東山仮乗降場）開始提供客運服務，並在1987年日本國鐵分割民營化、車站運作轉移由JR北海道負責時，同步升格為正式車站（東山駅）。
東山車站是個連站房都沒有、只配置有一由鐵軌枕木製作而成的木製月台之偏僻小站，由於月台與一般道路沒有直接相連，旅客必須自鄰近的平交道處，利用與鐵軌平行的人行步道才抵達得了車站月台。

## 車站結構
側式月台1面1線的地面車站。月台位於軌道北側（面向旭川方向左側）。不設轉轍器的棒線站。

## 相鄰車站
北海道旅客鐵道（JR北海道）
■函館本線（本線）
■特急「北斗」
通過
■普通
駒岳（H65）－東山（H64）－姬川（H63）